# 굿맨스토리
굿맨스토리는 대한민국의 연예 기획사이다.

## 개요
조승우가 배우 데뷔부터 함께한 PL 엔터테인먼트에서 독립 후, 〈타짜〉 때부터 호흡을 맞춘 매니저 이석주와 함께 2015년에 설립했다. 조승우는 2014년부터 독립에 관한 논의를 한 것으로 알려졌다.
이석주는 회사 창립 후 2021년 5월까지 대표이사를 역임했으며, 이어서 2021년 6월부터 회사의 사내이사였던 김명철이 대표이사를 맡게 되었다. 김명철은 'MBC 섹션TV 연예통신'의 리포터로 잘 알려진 인물이며, 조승우와 단국대학교 연극영화과 동창이다. 회사의 임원진 중 배우 출신인 윤준호 사내이사 역시 조승우와 대학교 동창이며, 윤혜진의 오빠이기도 하다.

## 소속 연예인
- 조승우
- 배두나
- 강필석
- 최재웅
- 문종원
- 태인호
- 문태유
- 윤혜진
- 이은재
- 박성일
- 양승리
- 김나영
- 공현지
- 이동수
- 김도현
- 황순종
- 천대만
- 신성민
- 민경아

## 과거 소속 연예인
- 정문성
- 김진희
- 양준모

## 연혁
- 2015년, 이석주 대표이사 '굿맨스토리' 설립[1]
- 2015년 4월 6일, 조승우 전속계약[3]
- 최재웅, 문종원 소속사 합류
- 2016년 5월 26일, 양준모 전속계약,[4] 2023년 7월 타 소속사로 이적
- 2017년 1월 13일, 문태유 전속계약[5]
- 2017년 4월 13일, 정문성 전속계약,[6] 2019년 9월 타 소속사로 이적
- 2018년 이후, 천대만 소속사 합류
- 2018년 이후, 김진희 소속사 합류, 2020년 이후 계약 만료
- 2021년 5월, 이석주 대표이사 사임 후 사내이사로 재직[7]
- 2021년 6월, 김명철 사내이사, 대표이사로 신규 선임
- 2021년 6월 7일, 강필석,[8] 박성일 전속계약[9]
- 2021년 6월 10일, 공현지 전속계약[10]
- 2021년 6월, 이동수 소속사 합류
- 2021년 6월 28일, 양승리 전속계약[11]
- 2021년 8월 17일, 공식 인스타그램, 네이버 포스트 개설
- 2021년 8월 19일, 이은재 전속계약[12]
- 2021년 9월 3일, 윤혜진 전속계약[13]
- 2022년 1월 3일, 김나영 전속계약[14]
- 2022년 9월 5일, 김도현, 황순종 전속계약
- 2023년 3월, 이석주 사내이사 사임[7]
- 2023년 3월 3일, 배두나 전속계약[15]
- 2023년 3월 7일, 태인호 전속계약[16]
- 2023년 5월 19일, 공식 트위터 개설
- 2024년 5월 2일, 신성민 전속계약
- 2024년 5월 3일, 민경아 전속계약